# Communauté de communes de Parthenay-Gâtine
La communauté de communes de Parthenay-Gâtine  est une communauté de communes française, située dans le département des Deux-Sèvres, en région Nouvelle-Aquitaine.

## Historique
La communauté de communes de Parthenay-Gâtine a été créée le 1er janvier 2014 et regroupe les communes issues de quatre anciennes communautés de communes dissoutes le 31 décembre 2013 : Espace Gâtine (sept communes), de Parthenay (sept communes, Parthenay, Adilly, La Chapelle-Bertrand, Châtillon-sur-Thouet, Fénery, Pompaire, Le Tallud), du Pays Ménigoutais (onze), du Pays Thénezéen (neuf), plus quatre communes qui n'étaient précédemment intégrées à aucune intercommunalité (Amailloux, Lageon, Saint-Germain-de-Longue-Chaume et Viennay), ainsi que Gourgé qui était rattachée à la communauté de communes du Val du Thouet.
Le 1er janvier 2019, Chantecorps et Coutières fusionnent pour constituer la commune nouvelle des Châteliers, réduisant à 38 le nombre de communes associées..

## Territoire communautaire

### Géographie
Située au centre  du département des Deux-Sèvres, la communauté de communes de Parthenay-Gâtine regroupe 38 communes et présente une superficie de 836,2 km2.

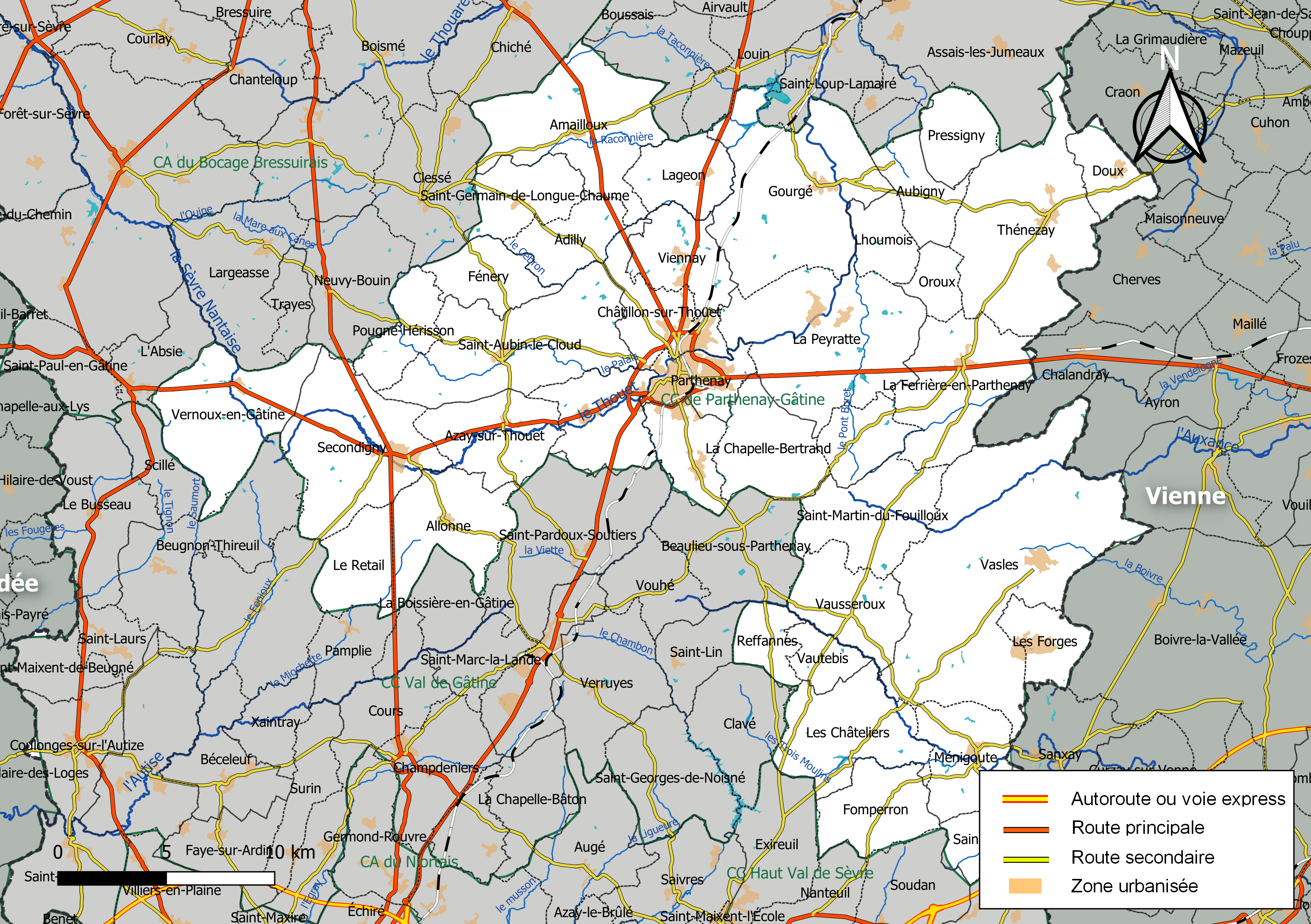
Carte de la communauté de communes de Parthenay-Gâtine au 1er janvier 2019.

### Composition

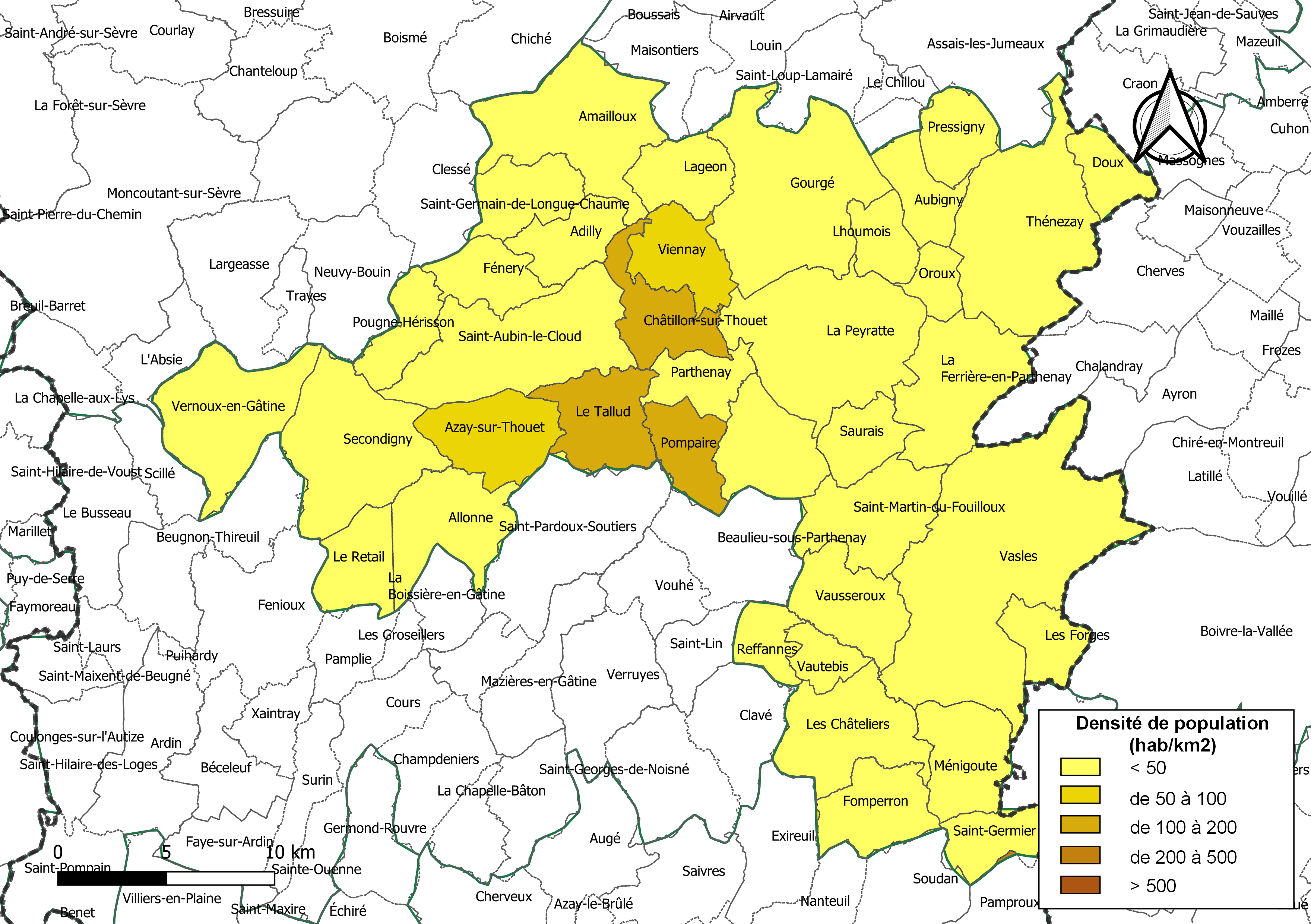
Carte des densités de population (millésimée 2016) des communes de la communauté de communes de Parthenay-Gâtine. Composition en communes au 1er janvier 2019.

La communauté de communes est composée des 38 communes suivantes :

| Nom                            | Code Insee | Gentilé          | Superficie (km2) | Population (dernière pop. légale) | Densité (hab./km2) |
| ------------------------------ | ---------- | ---------------- | ---------------- | --------------------------------- | ------------------ |
| Parthenay (siège)              | 79202      | Parthenaisiens   | 11,38            | 10 121 (2022)                     | 889                |
| Adilly                         | 79002      | Adillysiens      | 12,92            | 312 (2022)                        | 24                 |
| Allonne                        | 79007      | Allonnais        | 22,98            | 616 (2022)                        | 27                 |
| Amailloux                      | 79008      | Amaliens         | 37,24            | 824 (2022)                        | 22                 |
| Aubigny                        | 79019      |                  | 11,98            | 169 (2022)                        | 14                 |
| Azay-sur-Thouet                | 79025      | Azéens           | 20,2             | 1 111 (2022)                      | 55                 |
| La Chapelle-Bertrand           | 79071      | Bertrandais      | 19,39            | 456 (2022)                        | 24                 |
| Les Châteliers                 | 79105      |                  | 26,42            | 452 (2022)                        | 17                 |
| Châtillon-sur-Thouet           | 79080      | Chatillonnais    | 16,45            | 2 675 (2022)                      | 163                |
| Doux                           | 79108      |                  | 9,85             | 213 (2022)                        | 22                 |
| Fénery                         | 79118      |                  | 12,63            | 291 (2022)                        | 23                 |
| La Ferrière-en-Parthenay       | 79120      |                  | 29,12            | 762 (2022)                        | 26                 |
| Fomperron                      | 79121      | Fomperronnais    | 17,4             | 388 (2022)                        | 22                 |
| Les Forges                     | 79124      |                  | 10,61            | 103 (2022)                        | 9,7                |
| Gourgé                         | 79135      | Gourgéens        | 50,43            | 892 (2022)                        | 18                 |
| Lageon                         | 79145      | Lageonais        | 14,02            | 372 (2022)                        | 27                 |
| Lhoumois                       | 79149      |                  | 9,67             | 147 (2022)                        | 15                 |
| Ménigoute                      | 79176      | Ménigoutais      | 19,22            | 856 (2022)                        | 45                 |
| Oroux                          | 79197      | Oroussiens       | 6,56             | 102 (2022)                        | 16                 |
| La Peyratte                    | 79208      |                  | 46,86            | 1 113 (2022)                      | 24                 |
| Pompaire                       | 79213      | Pompairiens      | 12,8             | 2 052 (2022)                      | 160                |
| Pougne-Hérisson                | 79215      | Pugnaciens       | 11,86            | 360 (2022)                        | 30                 |
| Pressigny                      | 79218      |                  | 12,12            | 192 (2022)                        | 16                 |
| Reffannes                      | 79225      | Reffannais       | 8,58             | 386 (2022)                        | 45                 |
| Le Retail                      | 79226      | Retaillons       | 14,45            | 275 (2022)                        | 19                 |
| Saint-Aubin-le-Cloud           | 79239      | Saint-Aubinois   | 41,83            | 1 662 (2022)                      | 40                 |
| Saint-Germain-de-Longue-Chaume | 79255      |                  | 14,63            | 387 (2022)                        | 26                 |
| Saint-Germier                  | 79256      | Saint-Germariens | 11,78            | 259 (2022)                        | 22                 |
| Saint-Martin-du-Fouilloux      | 79278      |                  | 23,97            | 252 (2022)                        | 11                 |
| Saurais                        | 79306      | Sauraisiens      | 11,3             | 182 (2022)                        | 16                 |
| Secondigny                     | 79311      | Secondignois     | 37,34            | 1 791 (2022)                      | 48                 |
| Le Tallud                      | 79322      |                  | 19,22            | 1 972 (2022)                      | 103                |
| Thénezay                       | 79326      | Thénezéens       | 48,49            | 1 398 (2022)                      | 29                 |
| Vasles                         | 79339      | Vasléens         | 89,16            | 1 666 (2022)                      | 19                 |
| Vausseroux                     | 79340      |                  | 19,12            | 330 (2022)                        | 17                 |
| Vautebis                       | 79341      | Vautebitiens     | 7,26             | 127 (2022)                        | 17                 |
| Vernoux-en-Gâtine              | 79342      | Vernouziens      | 31,2             | 583 (2022)                        | 19                 |
| Viennay                        | 79347      | Viennaisiens     | 15,71            | 1 077 (2022)                      | 69                 |

### Démographie
| 1968   | 1975   | 1982   | 1990   | 1999   | 2007   | 2012   | 2017   |
| ------ | ------ | ------ | ------ | ------ | ------ | ------ | ------ |
| 37 161 | 38 673 | 38 980 | 37 507 | 36 479 | 37 391 | 37 821 | 37 553 |

## Organisation

### Siège
Le siège de la communauté de communes est à Parthenay, 2 rue de la Citadelle.

### Élus
La communauté de communes est administrée par son conseil communautaire, composé, à compter des élections de 2020, de 62  conseillers municipaux représentant chacune des communes membres en fonction de sa population.
À la suite des élections municipales de 2020 dans les Deux-Sèvres, le conseil communautaire du 4 juin 2020 a élu son nouveau président, Jean-Michel Prieur, maire de Patrhenay, ainsi que ses vice-présidents, qui sont, : 
1. Jany Péronnet, maire de Secondigny, chargé du développement économique industriel et artisanal ;
2. M. Claude Beauchamp, maire-adjoint de Parthenay, chargé du développement économique agricole et agroalimentaire ;
3. Alexandre Martin, maire de Fénery, chargé de la jeunesse et de la citoyenneté ;
4. Patrice Bergeon, maire de Saint-Martin-du-Fouilloux, chargé de l'inclusion environnementale dans les politiques publiques ;
5. Chantal Cornuault-Paradis, maire de Thénezay, chargée de l'enfance et du scolaire
6. Guillaume Clément, maire de La Ferrière-en-Parthenay, chargé de l'animation et de la valorisation du patrimoine historique (...) ;
7. Magaly Proust, première maire-adjointe de Parthenay, chargée de la solidarité, de la santé et de la petite enfance ;
8. Emmanuel Allard, maire d'Allonne, chargé de  la qualité des équipements, infrastructures et de l'innovation numérique ;
9. Marie-Noëlle Beau, maire-adjointe de Châtillon-sur-Thouet, chargée des ressources humaines ;
10. Didier Voy, maire du Tallud, chargé du projet de patrimoine ;
11. Jérôme Bacle, conseiller municipal délégué de Parthenay, chargé de la coopération territoriale et de la pratique sportive ;
12. Bernard Caquineau, conseiller municipal de Pougne-Hérisson, chargé de la transparence de la vie publique, de la place des usagers de l'accessibilité et de la gouvernance ;
13. Philippe Albert, maire de Vausseroux, chargé de l'assainissement et du cycle de l'eau ;
14. Olivier Cubaud, maire-adjoint du Tallud, chargé des finances et de l'optimisation financière.

Ensemble, ils forment le bureau de l'intercommunalité pour la mandature 2020-2026.

### Liste des présidents
| Période      | Période                       | Identité           | Étiquette          | Qualité |
| ------------ | ----------------------------- | ------------------ | ------------------ | --- |
| janvier 2014 | juin 2020                     | Xavier Argenton    | NC puis LC         | Avocat Maire de Parthenay (2001 → 2020) Conseiller régional de Poitou-Charentes (2004 → 2014) Conseiller régional de Nouvelle-Aquitaine (2015 → ) Président de la CC de Parthenay (2001 → 2013) |
| juin 2020    | En cours (au 25 février 2021) | Jean-Michel Prieur | Alliance centriste | Maire de Parthenay (2020 → ) |

### Compétences
L'intercommunalité exerce les compétences qui lui ont été transférées par les communes membres, dans les conditions déterminées par le code général des collectivités territoriales. Il s'agit de[réf. nécessaire] : 
- le développement économique (soutien aux entreprises, développement touristique…) ;
- l’aménagement de l’espace ;
- la protection et la mise en valeur de l’environnement (gestion des déchets, assainissement) ;
- les équipements culturels (médiathèque, ludothèque, école de musique, école d’arts plastiques, espaces publics numériques, label Pays d’arts et d’histoire) et sportifs (piscine, centre de tir, complexe sportif Léo-Lagrange, espace sport à Secondigny) ;
- les écoles et le périscolaire ;
- l’action sociale d’intérêt communautaire (crèche, relais assistants maternels, centre de loisirs, aire d’accueil des gens du voyage…).
- Depuis le 1er août 2014, la communauté de communes exerce les compétences scolaire et péri-scolaire sur l’ensemble de son territoire, à l’exception des cantines et des transports scolaires qui restent du ressort des communes.

### Régime fiscal et budget
La communauté de communes est un établissement public de coopération intercommunale à fiscalité propre.
Afin de financer l'exercice de ses compétences, l'intercommunalité perçoit la fiscalité professionnelle unique (FPU) – qui a succédé à la taxe professionnelle unique (TPU) – et assure une péréquation de ressources entre les communes résidentielles et celles dotées de zones d'activité.
Elle perçoit également une taxe d'enlèvement des ordures ménagères (TEOM), qui finance le fonctionnement de ce service public, et bénéficie d'une bonification de sa dotation globale de fonctionnement.
Elle ne reverse pas de dotation de solidarité communautaire (DSC) à ses communes membres.

## Projets et réalisations
Conformément aux dispositions légales, une communauté de communes a pour objet d'associer des « communes au sein d'un espace de solidarité, en vue de l'élaboration d'un projet commun de développement et d'aménagement de l'espace ».
La communauté de communes a adopté en 2015 son projet de territoire, organisé autour de quatre axes d'action : 
- Développer l'économie et l'emploi ;
- Être attractif pour la jeunesse ;
- Rendre accessible l'ensemble des services du territoire à tous les habitants ;
- Construire et valoriser l'identité de la CCPG à travers son paysage, son patrimoine, ses festivals et au regard des territoires voisins.